# Creative Loafing
Creative Loafing es el nombre de cuatro periódicos semanales alternativos publicado en cuatro diferentes ciudades de Tampa, Florida, Estados Unidos, basada en Creative Loafing, Inc. Los cuatro periódicos ubicados en diferente lugar de Lampa, comparten algunas columnas y artículos, pero la edición de cada ciudad se centra en la presentación de informes de las noticias locales, la cultura y el entretenimiento. Antes de septiembre de 2006, el Tampa y Sarasota ediciones fueron publicadas bajo el nombre de Planet Semanal. La compañía también adquirió el Chicago Reader y el Washington City Paper en 2007.

## Semanal planet
Ben Eason, hijo de Deborah y Elton, Tampa comprado el papel de sus padres en 1994 y cambió su nombre por el Semanal de Planeta. En 1998 se amplió el papel y puesto en marcha un segundo Semanal de Planeta en Sarasota, Florida. Dos años más tarde, en septiembre de 2000, encabezó un grupo de inversionistas para adquirir una participación de control en toda la cadena de Creative Loafing y, posteriormente, interpuso el Planeta documentos en la tapa. Después de un mal comienzo en el que el 31 de mayo de 2006 de Tampa del Planeta fue publicado prematuramente con una Creative Loafing bandera, en el documento de Tampa oficialmente volvió a su antiguo nombre y el documento se convirtió en Sarasota Sarasota Creative Loafing.

## Ayuda con Cox Enterprises
Para ayudar a financiar el 2000 frente a la transferencia de la propiedad del grupo de Ben Eason, conglomerado de medios Cox Enterprises compró una participación minoritaria del 25% de la empresa de los EE. UU., aproximadamente 5 millones de dólares. En el proceso, los ejecutivos de Cox llenado dos puestos de Creative Loafing ocho miembros. Un período de cuatro años incómoda relación entre las dos empresas siguieron, como Cox también es propietaria del único diario de Atlanta, El Atlanta Journal-Constitution, así como de televisión y emisoras de radio en el área de Atlanta. Después de que el Diario de Constitución en abril de 2003 lanzó su propia tranquilamente libres de entretenimiento semanal llamado Acceso Atlanta, en competencia directa con Creative Loafing, la Easons Creative Loafing y miembros de la junta votaron a censurar a los dos ejecutivos de Cox para la conducta no ética, y en junio de 2004 las dos empresas Acordó permitir que la cadena de recomprar sus acciones de Cox.

## Adquisiciones recientes
El 24 de julio de 2007, Creative Loafing anunció la compra de la ciudad de Washington y el Documento de Chicago Reader. Junto con las propiedades de Reader's Straight La droga y el SDMB, el tablero de mensajes asociados. Según los ejecutivos de CL, recibirá los documentos de los cambios de nombres ni el contenido ni los principales ajustes.,